# ماثيو هوارد
ماثيو هوارد (بالإنجليزية: Matthew Howard)‏ (5 ديسمبر 1970 بواتفورد في المملكة المتحدة - ) هو لاعب كرة قدم بريطاني في مركز الدفاع. لعب مع بوريهام وود إف سي ونادي برينتفورد ونادي هايز وسانت ألبانز سيتي وHendon F.C. ‏ وتشيشام يونايتد ‏ وHitchin Town F.C. ‏.

## وصلات خارجية
- ماثيو هوارد على موقع Soccerbase.com (لاعب) (الإنجليزية)